# Meikeversoep

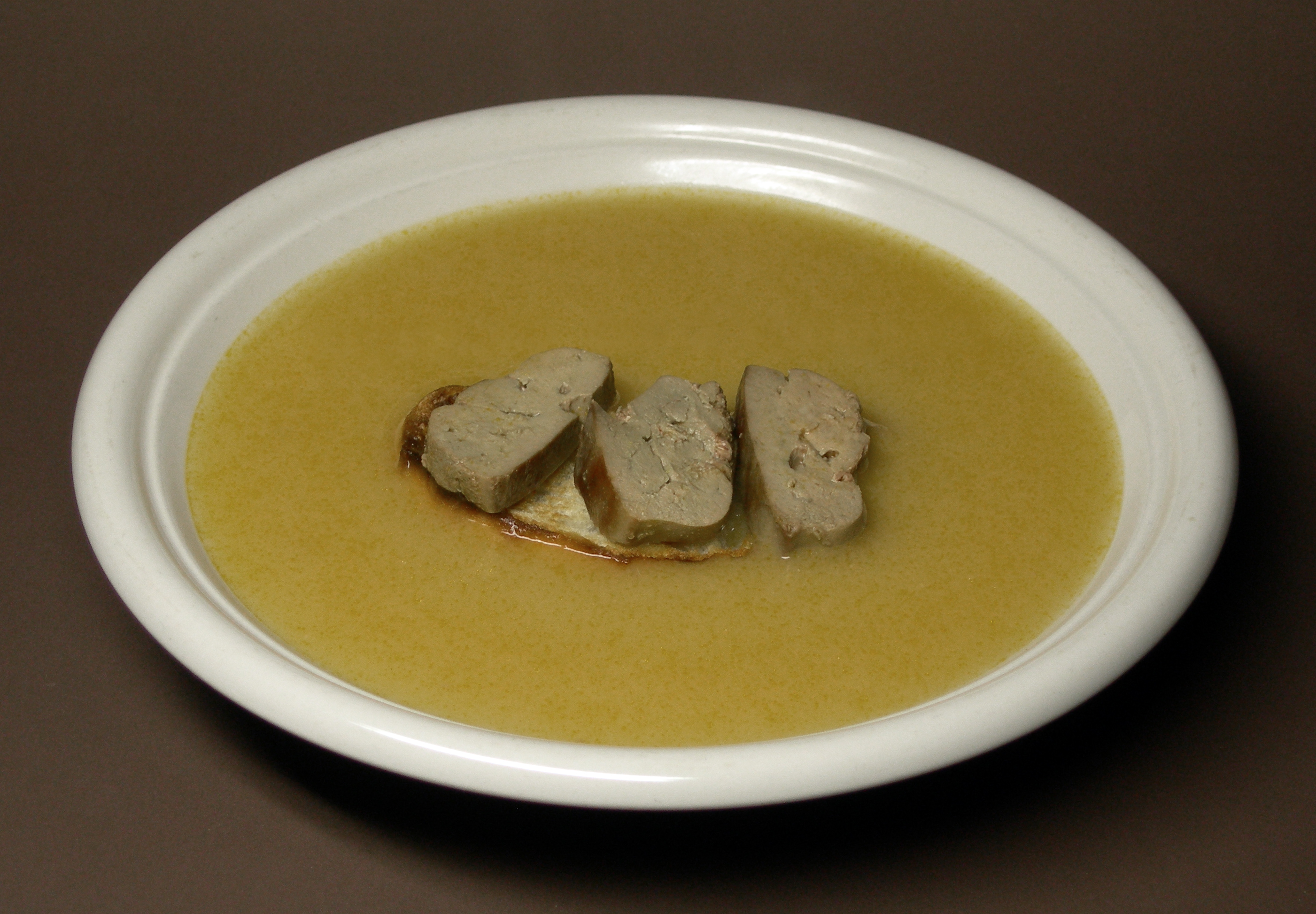
Namaak meikeversoep met geroosterd brood en lever (de meikevers werden vervangen door krabben)

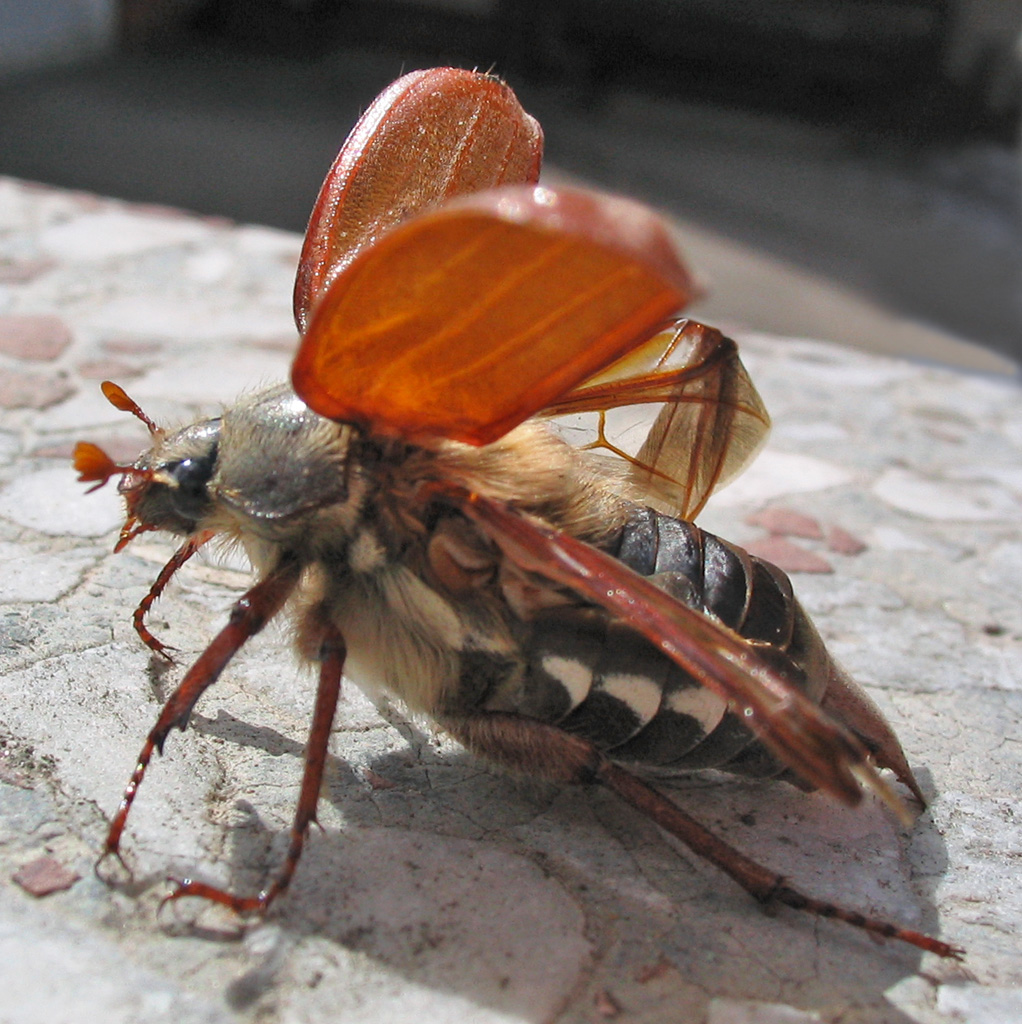
Meikever

Meikeversoep behoort tot de weinige in Europa bekende gerechten waar insecten in verwerkt zijn. De smaak lijkt een beetje op kreeftensoep.

## Geschiedenis
Voordat er pesticiden gebruikt werden in de landbouw, was de meikever in Europa bij tijd en wijle een plaagdier dat schade veroorzaakte aan gewassen. De vele meikevers die werden gevangen verwerkte men als eiwitrijke voedselbron in de soep. Tot het midden van de twintigste eeuw werd dit gerecht in Duitsland en Frankrijk zeer gewaardeerd. In Nederland zijn er recepten van meikeversoep bekend die stammen uit het eind van de 19e en het begin van de 20e eeuw. Het is niet duidelijk in hoeverre dit gerecht daadwerkelijk gangbaar is geweest in de Nederlandse keuken.

## Bereiding
Voor de bereiding worden de meikevers ontdaan van vleugels en poten, in boter aangebraden en in kalfs- of kippenbouillon gaargekookt. De soep wordt gezeefd en als bouillon genuttigd, of de meikevers worden eerst in een vijzel fijngestampt, waarna de soep door een zeef wordt gewreven en met een roux en wat eigeel gebonden.
De soep kan aangevuld worden met bijvoorbeeld wat plakken kalfslever of duivenborst.